# Etna Comics
Etna Comics, Festival internazionale del Fumetto, del Gioco e della Cultura Pop, è un festival internazionale dedicato al fumetto, al cinema d'animazione, ai giochi da tavolo e ai videogiochi che si tiene annualmente a Catania presso il centro fieristico le Ciminiere. La fiera è una delle più importanti rassegne del fumetto in Italia, seconda solo al Napoli Comicon per presenze annuali tra le fiere del Meridione.

## Organizzazione
La manifestazione Etna Comics è stata promossa e organizzata dalla Medéa di Catania, azienda che si occupa di organizzazione di eventi scientifici e culturali, con la collaborazione, fino al 2013, dell'associazione culturale Rakuen Cosplay, che si è occupata della gestione del cosplay contest.
Ha il patrocinio della Assemblea regionale siciliana, della Provincia di Catania e poi della Città metropolitana di Catania, del Comune di Catania e del Comune di Milo; in passato (agli albori) anche la collaborazione con Lucca Comics & Games.

## Storia
Inaugurata per la prima volta il 9 settembre 2011 come la mostra-mercato più grande della Sicilia, la manifestazione dà fin da subito un esito positivo con oltre 25.000 presenze alla prima edizione dell'evento. Dopo il successo della prima edizione, Etna Comics diventa un vero e proprio festival internazionale facendo registrare un sempre più crescente numero di visitatori.
Seppur non saltando i numeri progressivi dell'edizione, il 2020 e il 2021 sono stati gli unici anni dalla nascita in cui la manifestazione non ha avuto luogo, a causa della Pandemia di COVID-19 in Italia facendo così slittare la decima edizione. Per il 2020 era prevista dal 29 maggio al 2 giugno.

## Esposizione
Si svolge ogni anno a inizio giugno a Catania, in un'area di circa 45 000 mq che comprende spazi sia all'aperto che al chiuso. Vi partecipano tutti i più importanti operatori del settore ed un sempre crescente numero di negozi specializzati, fumetterie ed associazioni culturali. Durante i giorni del festival si svolgono svariati eventi tra cui concerti, proiezioni, incontri con gli autori, conferenze e workshop, presentazioni, sessioni di gioco di ruolo dal vivo, tornei di carte da gioco collezionabili (come: Magic: The Gathering, Yu-Gi-Oh! e Pokémon) e videogiochi, shop e spettacoli dedicati al settore fumettistico e d'animazione in generale.
Tutti gli autori ospiti della manifestazione sono invitati a partecipare ad una sessione di disegno live, in cui producono un'opera che viene battuta all'asta di beneficenza che si svolge generalmente l'ultimo giorno. Grazie ai fondi raccolti, nelle prime quattro edizioni Etna Comics è intervenuta con aiuti sostanziosi in Africa e in Libano e nelle edizioni successive con donazioni a diverse realtà benefiche nazionali.

## Anteprime dell’evento
Etna Comics OFF nel 2013 è stata una saga di piccoli assaggi del festival etneo, prima della manifestazione madre Etna Comics a Catania. La prima si è svolta a Palermo dal 30 novembre al 1º dicembre, con oltre duemila presenze all'evento. La seconda e ultima tappa si è svolta a Catania dal 26 al 27 aprile, all'interno del festival Katagames.
Day Zero è un piccolo assaggio del festival etneo, prima della manifestazione madre Etna Comics durante il quale è possibile acquistare in anticipo e a prezzo ridotto gli abbonamenti per il festival. Nel 2015 si è svolta a Acireale il 19 e 20 dicembre; dal 2021 (dopo lo stop dovuto alla Pandemia di COVID-19 in Italia) si svolge nel primo weekend del mese di dicembre presso il centro commerciale Porte di Catania. L'anteprima della 13ª edizione ha avuto luogo, sempre con il nome Day Zero, il 14-15 dicembre 2024 presso Nü Land Doganae (negli spazi della vecchia dogana portuale).

## Aree della fiera

### Comics
L'area Comics accoglie tutto ciò che riguarda direttamente il fumetto e l'animazione internazionale. Ogni anno partecipano all'evento la quasi totalità delle case editrici specializzate italiane, come ad esempio: GP Publishing, Star Comics, Panini Comics e Edizioni BD con la divisione J-Pop, oltre a numerosi espositori, rivenditori e negozi specializzati, disposti nei numerosi padiglioni loro dedicati.
Poste Italiane è annualmente presente con uno stand dedicato alla filatelia, portando cartoline, folder e francobolli speciali realizzati per l'occasione (e non solo) con annesso annullo filatelico.

### Games
L'area Games ospita le ludoteche dei giochi da tavolo e di ruolo, con aree dedicate esclusivamente ai giochi di carte e da tavolo come Magic, Yu-Gi-Oh!, Risiko!, Dungeons & Dragons e scacchi. Una sala è dedicata agli ospiti che producono giochi da tavolo ed ai giochi da tavolo inventati o inediti.

### Videogames
L'area della fiera Videogames attrae un notevole numero di espositori. Pur molto sommariamente, date le difficili classificazioni, gli espositori di Etna Comics possono essere divisi in quattro tipologie: autori ed editori di giochi, rivenditori di giochi e negozi specializzati, associazioni e realtà indipendenti, artisti ed artigiani dei videogame.
All'evento hanno partecipato editori di giochi come Nintendo (2013) o Riot Games e riviste specializzate come PlayStation Official Magazine Italia (2014).

### Altri Mondi
L'area della fiera Altri Mondi è una grande area inaugurata nella seconda edizione di Etna Comics, dedicata al fantasy e alla fantascienza, dove gli appassionati possono trovare e vivere ambientazioni e scenografie degne di film e rappresentazioni, insieme a personaggi e figuranti inerenti a quel mondo, LARP, escape room e body painting. All'interno dell'area partecipano associazioni no profit come la 501st Legion Italica Garrison (Star Wars), Ghostbusters Sicilia, la Umbrella Corporation Italian Division di Resident Evil, Federazione Ludica Siciliana per il medievale fantasy lo Steampunk e Progetto Eden per l'ambientazione Post-Apocalittica.

### Asian Wave (Japan)

Il Logo della sezione Japan Center di Etna Comics.

L'area della fiera Asian Wave (chiamata precedentemente Japan Rooms e poi Japan Center) è un'area dedicata al Giappone e alla cultura asiatica curata dall'Associazione Culturale Mangames. Non è solo dedicata ad autori, artisti, manga e anime ma a tutto ciò che gravita attorno alla cultura giapponese: folklore, tradizioni, cucina tradizionale, ecc.
Questa sezione dell'evento è stato creata per far conoscere lo stile di vita del Giappone, con la sua storia millenaria e le sue usanze tradizionali e moderne. All'evento viene data la possibilità di gustare il piatto più comune del Giappone ma anche il più richiesto, il ramen, che molto spesso appare in fumetti e cartoni animati giapponesi. Si possono provare anche tipici passatempi giapponesi come gli origami o giochi da tavolo come il Mah Jong giapponese classico e moderno.
Dal 2024 ha preso posto in Piazza Giovanni XXIII, all'esterno del centro fieristico negli spazi della fermata FCE Giovanni XXIII.

### Family
L'area della fiera Junior è un'area dedicata ai più piccoli e alle famiglie, dove vengono allestiti degli intrattenimenti adatti ai bambini di 6-13 anni.
Ha visto la partecipazione, tra gli altri, di INFN, INAF e CICAP.

### Taboocom
Introdotta con la decima edizione (2022) ma presentata già al day zero di dicembre 2019, è un padiglione dedicato ad artisti ed ospiti del settore erotico. Dal 2025 non è più presente.

### Palco
Nell'area Palco, oltre il Premio Angelo d'Arrigo, nei due giorni di maggiore affluenza, il sabato e la domenica, si svolgono i Cosplay Contest, sfilate e scenette tipo sketch, che vengono valutate da tre giudici, tra cui spesso esponenti di spicco del panorama cosplay nazionale (come Giorgia Vecchini all'Etna Comics 2011). Il premio in palio per il vincitore è solitamente un viaggio per due persone in qualunque destinazione del mondo coperta da Turkish Airlines; in passato era per San Diego in occasione del Comic-con e un badge ad accesso completo all'evento.

### Mostre
Uno spazio in un edificio apposito che annualmente espone diverse collezioni inerenti alle tematiche della fiera. In diverse edizioni si è in parte sviluppata anche presso il Palazzo Platamone.

## Edizioni e ospiti
Segue un elenco dettagliato relativo alle edizioni della fiera e un elenco dettagliato degli ospiti e partners che vi hanno partecipato.

### 1ª Edizione (2011)
| Ed. | Dettagli evento | Ospiti |
| --- | --- | --- |
| 1ª  | Etna Comics 2011 Slogan «Etna Comics ...il protagonista sei TU!» Manifesto disegnato da Lucio Parillo Date Dal 9 settembre all'11 settembre 2011 Ubicazione Centro fieristico le Ciminiere, Catania. Collegamenti esterni Etna Comics 2011. Programma Etna Comics Programma 2011 (archiviato dall'url originale il 5 marzo 2016). Numero stand 45 Visitatori Oltre 25.000 | Fumetto e Illustrazione: - Angelo Pavone; - Emiliano Santalucia; - Fabio Celoni; - Gianluca Gugliotta; - Giuseppe Franzella; - Joevito Nuccio; - Lelio Bonaccorso; - Lucio Parrillo; - Luigi Siniscalchi; - Marco Failla; - Marco Rizzo; - Massimo Asaro; - Matteo Scalera; - Maurizio Rosenzweig; - Moreno Burattini; - Rob Di Salvo; - Simone Bianchi. Animazione e Doppiaggio: - Fabrizio Mazzotta; - Gualtiero Cannarsi; - Yoshiko Watanabe. Gioco e Videogame: - Mark Tedin; - Spartaco Albertarelli. Musica e Intrattenimento: - Giorgio Vanni; - La Mente Di Tetsuya; - Luigi Albertelli; - Vince Tempera. Cosplay: - Giorgia Vecchini. Mostre: - Mostra su Lucio Parrillo; - Mostra d'anteprima sul fumetto Que viva el Che Guevara, tavole e schizzi; - Mostra su Dylan Dog sui 300 numeri pubblicati, tavole e schizzi. Partners: - Red Bull - RadioAnimati - Fumetti al Cubo - Scuola del fumetto di Palermo - Yamato Video |

### 2ª Edizione (2012)
| Ed. | Dettagli evento | Ospiti |
| --- | --- | --- |
| 2ª  | Etna Comics 2012 Slogan «L'isola che...non c'era» Manifesto disegnato da Paolo Cossi Date Dal 14 settembre al 16 settembre 2012 Ubicazione Centro fieristico le Ciminiere, Catania. Collegamenti esterni Etna Comics 2012. Programma Etna Comics Programma 2012 (archiviato dall'url originale il 5 marzo 2016). Numero stand 79 Visitatori 35 000 | Fumetto e Illustrazione: - Eduardo Risso; - Davida Lloyd; - Paolo Cossi; - Lucio Parrillo; - Tito Faraci; - Moreno Burattini; - Gallieno Ferri; - Emanuela Lupacchino; - Barbara Canepa; - Maurizio Rosenzweig; - Alessandro Bottero; - Enzo Troiano; - Giuseppe Guida; - Giacomo Porcelli; - Angelo Pavone. Gioco e Videogame: - Andrea Angiolino; - Phil Foglio; - Kaja Foglio; - Matteo Cortini. Musica e Intrattenimento: - Cristina D'Avena; - Enzo Draghi; - Giorgio Vanni; - Yoshisuke Suga (Cantante dei Esprit D'Air); - Eriko Kawasaki (川崎 恵理子?); - Silvio Franceschinelli (DJ Shiru). Cosplay: - Federica Di Nardo; - Luca Buzzi; - Gianluca Betti. Critica: - Gianfranco De Turris. Mostre: - Mostra su Diabolik Cinquant'anni vissuti diabolikamente; - Mostra su Paolo Cossi Tratti dal vero; - Mostra su Sergio Bonelli Guido Nolitta; - Mostra su Masters of the Universe; - Mostra su Arte fra le nuvole; - Mostra su Il Fumetto d'epoca; - Mostra su Editoria a fumetti e soldatini di carta; - Mostra su Modotti Una donna del ventesimo secolo; - Mostra su Alfredo Castelli 30, 70, 100 anni per Martin Mystère; - Mostra su Jidaigeki I manifesti originali della Toei; - Mostra su Lady Oscar; - Mostra su Gallieno Ferri. Partners: - Yamato Video - Fumetti al Cubo |

### 3ª Edizione (2013)
| Ed. | Dettagli evento | Ospiti |
| --- | --- | --- |
| 3ª  | Etna Comics 2013 Slogan «Let's Pop» Manifesto disegnato da Giovanna Casotto Date Dal 7 giugno al 9 giugno 2013 Ubicazione Centro fieristico le Ciminiere, Catania. Collegamenti esterni Etna Comics 2013. Programma Etna Comics Programma 2013 (archiviato dall'url originale il 7 giugno 2013). Numero stand 160 Visitatori 43 000 | Fumetto e Illustrazione: - Volkan Baga; - Luca Enoch; - Stefano Vietti; - Giovanni Gualdoni; - Val Romeo; - Fabio Celoni; - Giovanna Casotto; - Giuseppe Guida; - Antonio Altarriba; - Paolo Bacilieri; - Lelio Bonaccorso; - Alessandro Bottero; - Moreno Burattini; - Paola Cannatella; - Alfredo Castelli; - Davide Catenacci; - Paolo Cossi; - Davide Berardi (Daw); - Angel De La Calle; - Alessandro Di Nocera; - Dan Frazier; - Giuseppe Galeani; - Keiko Ichiguchi (市口桂子?); - Joaquim Aubert Puigarnau (Kim); - Joan Mundet; - Federico Musetti; - Stefano Perullo; - Tuono Pettinato; - Luca "Pierz" Piersantelli (Pierz); - Giacomo Porcelli; - Bryan Talbot; - Mary M. Talbot; - Francesca Ricconi; - Marco Rizzo; - Vanna Vinci; - Robin Wood; - Silvia Ziche; - James O'Barr; - Renee Witterstaetter; - Marco Corona; - Davide Garota; - Gianluca Gugliotta; - Manlio Mattaliano; - Giovanni Mattioli. Animazione, Doppiaggio e Intrattenimento: - Francesco Sanseverino; - Nadia Baiardi; - Paolo La Manna; - Gualtiero Cannarsi; - Domitilla D'Amico; - Fabrizio Mazzotta; - Maurizio Merluzzo; - Emanuela Pacotto; - Alessio Puccio; - Emiliano Sciarra; - Beniamino Sidoti; - Superobots; - Mako Energy. Mostre: ? Partners: - Nintendo - Yamato Video |

### 4ª Edizione (2014)
| Ed. | Dettagli evento | Ospiti |
| --- | --- | --- |
| 4ª  | Etna Comics 2014 Slogan «Il meglio deve ancora venire!» Manifesto disegnato da Leo Ortolani Date Dal 6 giugno all'8 giugno 2014 Ubicazione Centro fieristico le Ciminiere, Catania. Collegamenti esterni Etna Comics 2014 (archiviato dall'url originale l'8 maggio 2015). Le arti grafiche di Etna Comics per tre giorni a Catania, su Comune di Catania, 5 giugno 2014. Programma Etna Comics Programma 2014 (archiviato dall'url originale il 31 ottobre 2015). Numero stand 190 Visitatori Oltre 50 000 | Fumetto e Illustrazione: - Greg Capullo; - Miguel Ángel Martín; - Simone Bianchi; - Akemi Takada (高田 明美?); - Elena Casagrande; - Roberto Recchioni; - Stefano Simeone; - Alessandro Bilotta; - Paolo Martinello; - Leonardo Favia; - Ennio Bufi; - Leo Ortolani; - Milo Manara; - Don Alemanno. Animazione e Doppiaggio: ? Musica e Intrattenimento: - Mirko Fabbreschi cantante e pianista (Raggi Fotonici); - Laura Salamone tastierista e secondo cantante (Raggi Fotonici); - Dario Sgrò chitarrista e cori (Raggi Fotonici); - Clara Serina; - Cristina D'Avena; - Giorgio Vanni; - Nick Lamberti, batterista (I Figli di Goku); - Giuliano Lecis, tastierista (I Figli di Goku); - Paolo Polifrone, bassista (I Figli di Goku); - Marcello Salcuni, chitarrista (I Figli di Goku). Mostre: - Mostra su Milo Manara Tutto ricominciò con un'estate etnea; - Mostra su 75 anni di Batman; - Mostra su Eva Kant Prima donna da 50 anni. Partners: - Algida; - Ankama; - Grand Hotel Baia Verde (Catania); - CM Storm; - Coca-Cola; - Dofus; - E-Ludo Lab; - Eizo; - E•Motion; - Fantastic; - I Portali (parco commerciale di Catania); - Multiplayer.it Edizioni; - Naos solidarité; - Ochacaffè (Associazione Italia Giappone); - Officina Informatic@; - Pianeta Vacanze; - PlayStation Official Magazine Italia; - San Carlo; - Skydive Sicilia; - Wacom; - Volkswagen; - RadioAnimati; - TG3 Comics (Rai); - ToChio. |

### 5ª Edizione (2015)
| Ed. | Dettagli evento | Ospiti |
| --- | --- | --- |
| 5ª  | Etna Comics 2015 Slogan «backtothefantasy» Manifesto disegnato da Don Alemanno e colorato da Sergio Algozzino Date Dal 30 maggio al 2 giugno 2015 Ubicazione Centro fieristico le Ciminiere, Catania. Collegamenti esterni Etna Comics 2015 (archiviato dall'url originale il 12 maggio 2015) Programma Etna Comics Programma 2015 (archiviato dall'url originale il 21 settembre 2016). Numero stand 243 Visitatori 61 000 | Ospiti: - Giuseppe Calzolari (direttore della Scuola del Fumetto di Milano); - Rutger Hauer. Fumetto e Illustrazione: - Carlos Pacheco; - Angelo Stano; - Riyoko Ikeda (池田 理代子?); - Yildiray Cinar; - Masami Suda (須田 正己?); - Mirka Andolfo; - Laura Braga; - Claudio Castellini; - Peter Milligan; - Emanuela Lupacchino; - Peter Milligan; - Jill Thompson; - Claudio Villa; - Mauro Boselli; - Pasquale Frisenda; - Stefano Andreucci; - Fabio Civitelli; - Angelo Pavone; - Angelo Stano; - Gianluca Cestaro; - Raul Cestaro; - Val Romeo; - Salvatore Porcaro; - Walter Venturi; - Joevito Nuccio; - Alessandro Nespolino; - Enzo Troiano; - Giacomo Porcelli; - Paola Del Prete; - Paolo Ongaro; - Lele Vianello; - Claudio Castellini; - Giuseppe Guida; - Danilo Antoniucci; - Marco Cito; - Mark Poole; - Nils Hamm. Animazione e Doppiaggio: - Fabrizio Mazzotta; - Maurizio Merluzzo; - Teo Bellia. Musica e Intrattenimento: - Carlo Sagradini, cantante (I Gem Boy); - Max, tastierista (I Gem Boy); - Alessandro, chitarrista (I Gem Boy); - Denis, bassista (I Gem Boy); - Matteo, batterista (I Gem Boy); - Michele, fonico (I Gem Boy); - Andrea Agresti (Le Iene); - K-ble Jungle (DJ Shiru + Eriko); - Mika Kobayashi; - Tetsurō Shimaguchi; - Kengishū Kamui; - Immanuel Casto; - Andrea Chiarvesio. Cosplay: - Yuriko Tiger Mostre: - Mostra dei 50 anni di Valentina; - Mostra su Diabolik (tavole del fumetto); - Mostra su il Giro d’Italia a Catania; - Mostra su Ritorno al futuro; - Mostra su SmartComiX; - Mostra su 30 anni di Guerre stellari; - Mostra su Super Robot Files; - Mostra su 40 anni di Lady Oscar. Partners: - Algida; - CM Storm; - E-Ludo Lab; - Fantastic; - I Portali (parco commerciale di Catania); - Mandarin; - MSI Gaming Serise; - Officina Informatic@; - Pianeta Vacanze; - PlayStation Official Magazine Italia; - Skydive Sicilia; - RadioAnimati; - Red Bull; - TG3 Comics (Rai); - ToChio. |

### 6ª Edizione (2016)
| Ed. | Dettagli evento | Ospiti |
| --- | --- | --- |
| 6ª  | Etna Comics 2016 Slogan «ecsei» Manifesto disegnato da Claudio Villa. Date Dal 2 giugno al 5 giugno 2016 Ubicazione Centro fieristico le Ciminiere, Catania. Collegamenti esterni Etna Comics 2016. URL consultato il 10 luglio 2019 (archiviato dall'url originale il 28 settembre 2016). Programma Etna Comics Programma 2016 (archiviato dall'url originale il 12 ottobre 2016). Numero stand 221 Visitatori 73 000 | Fumetto e Illustrazione: - Lola Airaghi - Simone Albrigi - Mirka Andolfo - Walter Baiamonte - Giacomo Bevilacqua - Simone Bianchi - Fabrizio Biaggio - Simon Bisley - Stefano Bonfanti - Alessandro Bottero - Alfredo Castelli - Davide Catenacci - Linda Cavallini - Fabio Celoni - Amanda Conner - Fabrizio Corselli - Alessio Danesi - Valentina De Poli - Giovanni di Gregorio - Rob Di Salvo - Lorenza di Sepio - Breno Enna - Marco Failla - Alessia Fiorentino - Mattia Iacono - Emanuela Lupacchino - Alessandro Mereu - Ivo Milazzo - Paolo Mottura - Alexis Nesme - Federico Osho Palmaroli - Jimmy Palmiotti - Lorenzo Pastrovicchio - Alessandra Patanè - Giada Perissinotto - Boban Pesov - Lavinia Pinello - Andrea Plazzi - Roberto Recchioni - Esad Ribic - Marco Rincione - Giulio Rincione - Francesco Ripoli - Marco Rizzo - Grzegorz Rosinski - Silver - Claudio Stassi - Giovanni Talami - Emanuele Tenderini - Nicoletta Torregrossa - Claire Wendling - Michele Rech - Yumiko Igarashi Animazione e Doppiaggio: - Massimo Lopez - Fabrizio Mazzotta - Gualtiero Cannarsi Giochi e Videogiochi: - Igor Efimov - David O'Connor - Walter Obert - Midori Harada Musica e Intrattenimento: - Arly Momoko - Naoyoshi Itani - Kunihiro Este - Fabio Liberatori - Mirko Alessandrini (CiccioGamer89) - Simone Pedrazzi (Draker88) - Jok3r - Paolo Cellammare - Simone Rosini (Fancazzisti Anonimi) - Valerio Tazzichini (Fancazzisti Anonimi) - Miou Fujinaga (?). Cosplay: - Yuriko Tiger - Giada Pancaccini - Simona Tringali Mostre: - Mostra su Claudio Villa: 30 anni fa, Dylan...; - Mostra sulle riviste amatoriali sui fumetti in Italia dagli anni 60 in poi. Fanzine, che passione!; - Mostra su Ivo Milazzo: Le mille emozioni del segno; - Mostra su Onlyshojo: collezionare Candy e Georgie; - Mostra su Julia: Copertine in noir; - Mostra sulle tavole originali di Sergio Algozzino: Storie di un'attesa; - Mostra sulle illustrazioni del Premio Annual; - Mostra sulle foto di Ana Duque e Francesco Pellegrino, Fashion & Cosplay. Arte ludica contemporanea; - Mostra sulle foto di Naoya Yamaguchi: Maid in Japon; - Mostra Collezionare Transformers; - Mostra su Yumiko Igarashi, esposizione riproduzione di alcuni dei lavori più belli dell'artista; - Mostra Storie sotto il vulcano esposizione lavori della scuole secondarie di 1º e 2º grado dell'area etnea; - Mostra della Scuola del fumetto di Palermo, esposizione lavori degli studenti dell'ultimo anno; - Mostra Ri-Tratto.3 esposizione dei lavori di Rita Malta; - Mostra su Le arti figurative di Nino Rocca; - Mostra del Liceo artistico "E. Greco" di Catania, esposizione dei lavori degli studenti dei licei aderenti; - Mostra su Cortology, esposizione di rappresentazioni sintetiche e divertenti di icone del cinema, biografie, eventi storici, invenzioni, fenomeni di costume e proverbi, realizzazione dello studio milanese di graphic design "H-57"; - Mostra su Zagor, Il volo di Zagor. Partners: - BeAcademy - Dietro le Quinte - Fumettomania Factory - Globus Magazine - Globus Radio Station - Globus Television - Karma Communicatinos - Messina Web TV - Stay Nerd - Vivi Catania - Benq - Kingston HyperX - League of Legends - MSI Gaming - Radioanimati - Zowie |

### 7ª Edizione (2017)
| Ed. | Dettagli evento | Ospiti |
| --- | --- | --- |
| 7ª  | Etna Comics 2017 Slogan «Uzeta» Manifesto disegnato da Alex Maleev Date Dal 1 giugno al 4 giugno 2017 Ubicazione Centro fieristico le Ciminiere, Catania Collegamenti esterni Etna Comics 2017. URL consultato il 10 luglio 2019 (archiviato dall'url originale il 2 novembre 2017). Numero stand 310 Visitatori 78 000 | Fumetto e Illustrazione: - Alex Maleev - Giuseppe Camuncoli - Alfredo Castelli - Giorgio Cavazzano - Marco Gervasio - Tito Faraci - Stefano Intini Animazione e Doppiaggio: ? Giochi e Videogiochi: ? Musica e Intrattenimento: - Cristina D'Avena - Angela Aiello; - Giuseppe Aiello; - Douglas Meakin; - Parimpampum (Band); - Eriko Kawasaki (川崎 恵理子?); - Silvio Franceschinelli (DJ Shiru); - Miou Fujinaga (藤永 美欧?); - Bujin Sohran Dragon (舞神ソーランドラゴン?). Cinema e TV: - Alessandro Bencivenni - Marco D’Amore - Aldo Baglio - Adriano Pintaldi - Dario Argento Cosplay: - Candy Valentina - Ambra Pazzani - Aura Pazzani - Giulietta - Enji Night |

### 8ª Edizione (2018)
| Ed. | Dettagli evento | Ospiti |
| --- | --- | --- |
| 8ª  | Etna Comics 2018 Slogan «Eliodoro» Manifesto disegnato da Tanino Liberatore Date Dal 31 maggio al 3 giugno 2018 Ubicazione Centro fieristico le Ciminiere, Catania Visitatori 80 000 | Fumetto e Illustrazione: - Kazuko Tadano - Yanick Pacquette - Goran Parlov - Giuseppe Palumbo - Stefano Landini - Salvo Coniglione - Tanino Liberatore - Gabriele Dell'Otto - J.M. DeMatteis - Stefano Caselli - Giampiero Casertano Animazione e Doppiaggio: - Hiromi Matsushita - Pietro Ubaldi Musica e Intrattenimento: - Vince Tempera - I Soldi Spicci - Stefano Bersola |

### 9ª Edizione (2019)
| Ed. | Dettagli evento | Ospiti |
| --- | --- | --- |
| 9ª  | Etna Comics 2019 Slogan «Gammazita» Manifesto disegnato da Simone Bianchi e cover variant da Lelio Bonaccorso Date Dal 6 giugno al 9 giugno 2019 Ubicazione Centro fieristico le Ciminiere, Catania Programma - Francesca Rita Privitera, «Raccontiamo stereotipi per mostrarne i valori»: così Casa Surace si racconta a Etna Comics, su Sicilian Post, 11 giugno 2019. - Mario Vitale, Etna Comics - 5 / 85.000 presenze e oltre 300 eventi al festival del fumetto di Catania, su La Voce dell'Jonio, 10 giugno 2019. URL consultato il 6 marzo 2025. Numero stand 307 Visitatori 85 000 | Fumetto e Illustrazione - Koogi - Giulio Mosca - Simone Bianchi - Giada Perrinotto - Paolo Mottura - Samuel Spano - Tony Bancroft - Alex Bertani - Andrea Freccero - Giada Perissinotto Musica e Intrattenimento - Nanowar of Steel - Giorgio Vanni Cinema e TV - Johnny Galecki - Giancarlo Esposito |

### 10ª Edizione (2022)
| Ed. | Dettagli evento | Ospiti |
| --- | --- | --- |
| 10ª | Etna Comics 2022 Slogan «Melior de cinere surgo» (Porta Garibaldi (Catania))Manifesto disegnato da Gabriele Dell'Otto Date Dal 1 giugno al 5 giugno 2022 Ubicazione Centro fieristico le Ciminiere, Catania Programma Etna Comics 2022 - Visit Catania Visitatori 100 000 | Fumetto, Letteratura e Illustrazione: - Davide Serra - Tito Faraci - Roberto Vian - Davide Fabbri - Federico Pugliese - Marino Neri - Sabrina Gabrielli - Lelio Bonaccorso - Marco Caselli - Tony Valente - Casey Parsons - Jacques De Loustal - Jesus Merino - Ivan Calvini - Simone Bianchi - Fabio Celoni - Licia Troisi - Sio - Paolo Mottura - Alessandro Piccinnelli - David Mack - Dike Ruan - Roberto Arduini - Angelo Stano - Alessandro Piccinelli - Maurizio Dotti - Simon Bisley Musica e Intrattenimento - Gem Boy - Riae - I Soldi Spicci Cinema e TV - Vittorio Sgarbi - Matt Dillon - Michele Rosiello - Federica Cacciola |

### 11ª Edizione (2023)
| Ed. | Dettagli evento | Ospiti |
| --- | --- | --- |
| 11ª | Etna Comics 2023 Slogan «vivacatania» Manifesto disegnato da Milo Manara Date Dal 1 giugno al 4 giugno 2023 Ubicazione Centro fieristico le Ciminiere, Catania Programma Etna Comics Programma 2023 (archiviato dall'url originale il 24 settembre 2023). Numero stand 340 Visitatori 93 000 | Questa voce o sezione deve essere rivista e aggiornata appena possibile . Sembra infatti che questa voce contenga informazioni superate e/o obsolete. Se puoi, contribuisci ad aggiornarla. |

### 12ª Edizione (2024)
| Ed. | Dettagli evento | Ospiti |
| --- | --- | --- |
| 12ª | Etna Comics 2024 Slogan «1nessuno100mila» (Luigi Pirandello) Manifesto disegnato da Zerocalcare e cover variant da Ester Cardella Date Dal 6 giugno al 9 giugno 2024 Ubicazione Centro fieristico le Ciminiere, Catania Programma ospiti - ETNA COMICS 2024 \| Dal 6 al 9 Giugno 2024 - “Le Ciminiere” di Catania, su ETNA COMICS 2024. URL consultato il 6 giugno 2024. Visitatori 98 000 | Fumetto e Illustrazione: - Zerocalcare - Ester Cardella - Fiore Manni - Darick Robertson - Charles Vess - Michele Monteleone - Mirka Andolfo - Serena Colombo - Edym - Alessandro Pastrovicchio - Marco Gervasio - Mattia Surroz - Fabio Celoni - Paolo Mottura - Jordi Bernet - Serena Riglietti - Paolo Barbieri - Fabrizio Corselli - Roberto Arduini - Marco Rizzo - Walter Petrone (Wallie) - Roberto Megna (il Rogna) - Giulio Mosca (il baffogram) - Labadessa Animazione e Doppiaggio: - Edoardo Stoppacciaro - Andrea Seth Marino (RaVeTuBe) - Fabrizio Mazzotta - Liliana Sorrentino - Nadia Lauricella - Rossa Caputo - Riccardo Suarez - Tuccio Musumeci - Claudio Musumeci Giochi e Videogiochi: - Spartaco Albertarelli - Florinda Zanetti - Spartaco Albertarelli - Stefano Mirti - Lucia Giuliano - Luca Bonora (Sulfureo) - Zeronikib - Vincenzo Gargiulo (Kyrenis) - Marskills93 - Marco Puntoriere (Cedduzzo) Musica e Intrattenimento: - OK-B3ATZ - Giancane - Mion - IDDA - Nanowar of Steel - Sdrumox - Poldo - Emdy - Marco Merrino - Dario Moccia - Mario Sturniolo - Jeff Sisti - Mylious Johnson - Vito Scavo Cinema e TV: - Nino Frassica - Ross Mullan - Itziar Ituño - Flavio Parenti - Francesco Centorame - Mauro Graiani - Roberto Cipullo - Rocco Siffredi - Ester Pantano - Alfredo Lo Piero - Francesca Mazzoleni - Giovanni Arezzo - Barbara Gallavotti - Ruggero Galli Cosplay: - Martina Campo (Esmeralda) - Alessia Dionisi "Alemori" - Monnie Night - Linda "Yuhime" - Giulia "Zhalia" |

### 13ª Edizione (2025)
| Ed. | Dettagli evento | Ospiti |
| --- | --- | --- |
| 13ª | Etna Comics 2025 Slogan «shockinmytown» (Franco Battiato) Manifesto disegnato da Igort e cover variant da Val Romeo Date Dal 30 maggio al 2 giugno 2025 Ubicazione Centro fieristico le Ciminiere, Catania Programma Manuel Bisceglie, Etna Comics 2025: Catania si conferma capitale del fumetto e della cultura pop, su La Sicilia, 30 maggio 2025. URL consultato il 31 maggio 2025. Etna Comics 2025 al via, tra le novità l'area Mostre e l'Asia Wave: tra gli ospiti Maccio Capatonda e Giorgio Vanni, su besicilymag.it, 26 maggio 2025. URL consultato il 3 giugno 2025. Numero stand 226 Visitatori 100 000 | Fumetto e Illustrazione: - Yumiko Igarashi - Sio - Fraffrog (Francesca Presentini) - Serena Riglietti - Cliff Wright - Giulio Rincione - Paolo Barbieri - Alex Saviuk - Fabio Celoni - Paolo Mottura - Alessandro Pastrovicchio - Hexyraart (Vtuber) - Krisfits - Nick Dragotta - Mauro Boselli - Alessandro Di Nocera - Federica Di Meo - Laura Piazza Animazione e Doppiaggio: - Francesco Vairano Giochi e Videogiochi: - Pow3r (Giorgio Calandrelli) - LallaWaffle (Vtuber) Musica e Intrattenimento: - L'Elfo - Ezio Scandurra - Tiziana Musmeci - Anastasio - Luca Madonia - Giorgio Vanni - Sugarfree - Fabio Celenza Cinema e TV: - Greta Thunberg - Maccio Capatonda - Liam Cunningham - Ester Pantano - Vincenzo Schettini - Camihawke (Camilla Boniardi) - Devon Murray - Sara Lazzaro - Claudio Giovannesi - Tetsuro Shimaguchi Cosplay: - Captain Liza - Fabiano Valentino (Diaboliko Cosplay) - Bliss Afk Critica: - Marina Lenti - Fiorenzo Marco Galli - Raffaele Caporaso |

## Le mascotte
Hope e Yume sono state le mascotte di Etna Comics, disegnate da Valentina Paterniti per l'evento. Le mascotte sono state presentate all'Etna Comics 2011 e non sono più apparse nelle manifestazioni seguenti. Le immagini delle mascotte vennero usate per le seguenti edizioni dell'evento, finché nella quarta edizione (2014) furono rimosse totalmente dagli eventi.
- Hope: un ragazzo con capelli blu e occhi verdi, vestito da maggiordomo. Hope è la mascotte maschile dell'evento e anche il padrino della sezione Games.
- Yume: una ragazza con capelli rosso accesso e occhi arancioni scuro, vestita da tipica studentessa giapponese. Yume è la mascotte femminile dell'evento e anche la madrina della sezione Japan Center.
- Von Stain era la mascotte antagonista di Etna Comics; il suo aspetto ricorda un Heartless di Kingdom Hearts. Appare per la prima volta nei trailer di Etna Comics 2011 e appare soltanto nei cinque trailer. Von Stain rubò cinque oggetti importanti da diversi eroi dei fumetti e videogiochi: il laccio d'oro di Wonder Woman,[108] la spada di Cloud Strife,[109] le lame celate di Ezio Auditore,[110] la Keyblade di Sora e il copri fronte di Naruto Uzumaki.[111] L'obiettivo è quello di far morire gli eroi causando così la fine dei sogni e delle speranze delle fan che li amano.[112]
- The Boss: il capo dei due eroi Hope e Yume, esso svolge il ruolo di sorvegliante che osserva i mondi. Appare per la prima volta nell'ultimo trailer di Etna Comics 2011 e appare soltanto in quel trailer.[112]